# Geogarypus robustus
Geogarypus robustus är en spindeldjursart som beskrevs av Beier 1947. Geogarypus robustus ingår i släktet Geogarypus och familjen Geogarypidae. Inga underarter finns listade i Catalogue of Life.